# Phultala
Phultala är en ort i Bangladesh.   Den ligger i provinsen Khulna, i den södra delen av landet, 140 km sydväst om huvudstaden Dhaka. Phultala ligger 7 meter över havet och antalet invånare är 37 985.
Terrängen runt Phultala är mycket platt. Runt Phultala är det tätbefolkat, med 819 invånare per kvadratkilometer.. Närmaste större samhälle är Khulna, 11,6 km nordost om Phultala.
Trakten runt Phultala består till största delen av jordbruksmark.